# Things We Lost in the Fire
Things We Lost in the Fire är en amerikansk dramafilm från 2007, regisserad av Susanne Bier, skriven av Allan Loeb samt producerad av Sam Mendes och Sam Mercer. Medverkar gör bland annat Halle Berry, Benicio del Toro och David Duchovny.
Audrey Burke (Halle Berry) förlorar sin make Brian (David Duchovny) i en skottlossning. Efter begravningen ägt rum bjuder hon in en problemtyngd gammal vän till Brian, Jerry (Benicio del Toro), till att bo hos henne och hennes två barn, Harper (Alexis Llewellyn) och Dory (Micah Berry). Samtidigt som Jerry försöker bli fri från sitt drogberoende, vill han också hjälpa Audrey och hennes barn i sorgearbetet. 
Musiken i filmen är skriven av Johan Söderqvist.